# A Flora of Western Middle California
A Flora of Western Middle California (abreviado Fl. W. Calif.) es un libro con ilustraciones y descripciones botánicas que fue escrito por el botánico estadounidense Willis Linn Jepson y publicado en el año 1901.